# Пхо Прыанг
Пхо Прыанг (кхмер. ផូ ព្រឿង; 1903—1975) — камбоджийский государственный деятель, премьер-министр Камбоджи (1960—1961), министр финансов (1955), губернатор провинции Баттамбанг (1951—1954) .  

## История
Пхо Прыанг родился 12 августа 1903 года в Пномпене. Его отец — Пхо Сонтмони служил инженером в королевской армии, был женат наНеак Но, дочери принцессы Сисоват Сатекан. Принцесса Сисоват Сакетан — одна из семи дочерей одиннадцатого сына короля Сисовата, Сисовата Дуонг-Лакханы (р. 1876).